# Distrikt San Pedro de Huancayre
Der Distrikt San Pedro de Huancayre liegt in der Provinz Huarochirí in der Region Lima im zentralen Westen von Peru. Der Distrikt wurde am 15. Mai 1962 gegründet. Er besitzt eine Fläche von 39,4 km². Beim Zensus 2017 wurden 226 Einwohner gezählt. Im Jahr 1993 lag die Einwohnerzahl bei 278, im Jahr 2007 bei 262. Sitz der Distriktverwaltung ist die 3135 m hoch gelegene Ortschaft San Pedro de Huancayre (oder San Pedro) mit 207 Einwohnern (Stand 2017). San Pedro de Huancayre befindet sich knapp 37 km südöstlich der Provinzhauptstadt Matucana.

## Geographische Lage
Der Distrikt San Pedro de Huancayre befindet sich in der peruanischen Westkordillere im Südosten der Provinz Huarochirí. Er wird vom Río Mala im Südwesten sowie von dessen Nebenflüsse Río Aquaquiri im Norden und Río Carhuapampa im Süden begrenzt. Die Berge im Nordosten des Distrikts erreichen von knapp 4900 m.
Der Distrikt San Pedro de Huancayre grenzt im Südwesten an den Distrikt Huarochirí, im Nordwesten und im Norden an den Distrikt Santiago de Anchucaya, im Osten an den Distrikt San Juan de Tantaranche sowie im Südosten an den Distrikt San Lorenzo de Quinti.